# Inkrementell sökning

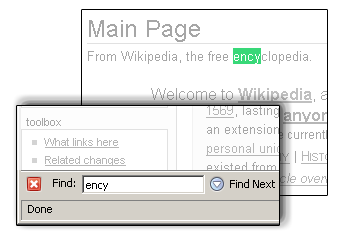
Exempel på inkrementell sökning.

Inkrementell sökning är en typ av användargränssnitt till en dator som genomför en sökning i realtid medan man skriver i en textruta.